# V2 레코드
V2 레코드(영어: V2 Records) 또는 V2 뮤직(영어: V2 Music)은 버진 그룹의 회장 리처드 브랜슨이 버진 레코드를 EMI에 매각된지 4년 후인 1996년 설립한 레코드 회사이다.

## 개요
설립 후 V2는 주니어 보이즈 원 (영어: Junior Boy's Own) 레코드 산하 지스트리트 레코드 (영어: Gee Street Records), 블루도그 레코드 (영어: Blue Dog Records), 빅 캣 레코드 (영어: Big Cat Records) 계열사에 소속되었다. 또한 V2는 타 레코딩스 (영어: Wichita Recordings) 루아카 밥(영어: Luaka Bop), 시티 싱글 (영어: City Slang) 모듈 레코딩스 (영어: Modular Recordings) 화니아 레코드(영어: Fania Records)와 라이센스 계약을 체결했다. 2007년에 유니버설 뮤직 산하 레이블이 되었다.
현재 미국, 영국, 이탈리아, 호주, 네덜란드, 캐나다, 스웨덴, 스페인, 독일, 프랑스, 벨기에에 지사를 두 고있다. 또한 일본에서 1998년에 V2 레코드 재팬으로 활동을 시작하고 있다. 처음에는 소니 뮤직 엔터테인먼트와 2003년에 콜롬비아 뮤직 엔터테인먼트 와 라이센스 계약을 체결하고 있다.
V2 재팬은 2008년 1월 웹 사이트에서 전 타이틀의 판매를 여러 가지 사정에 의해 당분간 보류한다고 발표했지만, 그 후 V2/Cooperative Music과 Hostess Entertainment 간의 장기 라이센스 계약이 체결된 것으로 밝혀졌다. 이에 따라 V2 재팬은 웹 사이트에서 전 타이틀의 발매 중지를 발표했다.

## 같이 보기
- 버진 그룹
- 리처드 브랜슨